# Vauriella
Vauriella is een geslacht van zangvogels uit de familie vliegenvangers (Muscicapidae).

## Soorten
Het geslacht kent de volgende soorten:
- Vauriella albigularis – Negrosjunglevliegenvanger
- Vauriella goodfellowi – Mindanao-junglevliegenvanger
- Vauriella gularis – Kinabalujunglevliegenvanger
- Vauriella insignis – Luzonjunglevliegenvanger